# Ri Un-gyong
Ri Un-gyong (19 de novembro de 1980) é uma futebolista norte-coreana que atua como meia. 

## Carreira
Ri Un-gyong integrou o elenco da Seleção Norte-Coreana de Futebol Feminino, nas Olimpíadas de 2008. 